# Гілянці
Гілянці (гіляки, самоназва — гіляні, гілякі, ґіл. گیلک) — іраномовний народ на півночі Ірану, основне населення провінції Гілян. Чисельність — 3,5 млн осіб.
У гірських районах виділяється етнічна група галешів. Тим часом, за свідченням античних авторів, кадусії — це той же народ, що і пізніші Гели — нині сучасні гілянці.
Розмовляють на гілянській мові прикаспійської підгрупи північно-західної групи іранських мов, має західні та східні діалекти; багато (особливо молодь) говорять фарсі.
Віруючі гілянці — мусульмани-шиїти.
Основне традиційне заняття — орне землеробство, у галешів — напівкочове скотарство. Основна культура — заливний рис, на схилах гір вирощують пшеницю, ячмінь, кенаф, чай, тютюн, цитрусові. Основна робоча тварина — зебу (худобу пасуть дівчата, доять чоловіки). На узбережжі поширене рибальство. Гілян — основний центр шовківництва Ірану; розвинене виробництво скла, повсті, килимів, очеретяних циновок, ткацтво.
Житло — переважно дерев'яне, часто пальове або двоповерхове з відкритою терасою (талар) та балконом; високий тесовий або з рисової соломи та очерету дах спускається майже до землі.
Жіночий одяг — біла сорочка, спідниця довжиною вище колін з легкої кольорової тканини в дрібну складку, темна кофта; виходячи з дому, одягають чорні шаровари та підперізуються чорною шаллю. Ходять босоніж.
Основна їжа — рис, хліб їдять мало; напої — вода, підсолоджена виноградним суслом (шире), розбавлене кисле молоко (дуг), чай.
Жінка займає незалежне положення в суспільстві. Шлюб моногамний, полягає з обопільної згоді молодих, наречена часто сама домовляється з нареченим про розміри посагу. Зберігається культ священних каменів, дерев та гаїв. Фольклор — епічні та ліричні пісні.